# 120324 Falusandras
120324 Falusandras este o planetă minoră (asteroid) din centura de asteroizi. A fost descoperită pe 21 iunie 2004 la Piszkéstetői Obszervatórium⁠(d) de Krisztián Sárneczky⁠(d) și a fost numită după Falus András⁠(d). 
Obiectul prezintă o orbită caracterizată de o semiaxă mare de 2,5332134995025 UAi, o excentricitate de 0,06, o înclinație de 3,7 ° în raport cu ecliptica.